# 카타르 그랑프리
카타르 그랑프리(영어: Qatar Grand Prix, 아랍어: جائزة قطر الكبرى)는 카타르 알다옌 루사일의 외곽에 위치한 로사일 인터내셔널 서킷에서 개최되는 포뮬러 원 월드 챔피언십 레이스 중 하나이다. 싱가포르, 바레인, 사키르 그랑프리에 이어 역대 4번째로 야간 경주로 진행되고 있다. 2021 시즌에 처음 개최 되었고, 2022년도에는 카타르 월드컵으로 인해 열리지 못했지만 2023 시즌부터 10년 계약으로 다시 개최되었다.

## 우승 기록

### 연도별
| 연도  | 드라이버      | 컨스트럭터 | 상세내용  |           |
| ----- | ------------- | ---------- | --------- | --------- |
| 2021  | 루이스 해밀턴 | 메르세데스 | 기록      |           |
| 2022  | 개최 취소     | 개최 취소  | 개최 취소 | 개최 취소 |
| 출처: |               |            |           |           |